# Р. Х. Паласио
Р. Х. Паласио (шп. R. J. Palacio; 13. јул 1963) америчка је књижевница колумбијског порекла. Њено право име је Ракел Харамиљо (шпански: Raquel Jaramillo), а име Р. Х. Паласио је псеудоним под којим објављује своја дела. Најпознатија је по роману за децу Чудо (Wonder) према којем је снимљен истоимени филм.

## Биографија
Р. Х. Паласио је рођена као Ракел Харамиљо у Њујорку у породици досељеника из Колумбије. Име Паласио је поштујући латинску традицију преузела од мајке која ју је подстицала да пише. Одрастала је у Квинсу у радничкој породици. Радила је као графички дизајнер илуструјући при том књиге различитих жанрова од писаца као што су Томас Пинчон, Салман Ружди, Пол Остер. У четрдесет осмој години је написала свој први роман Чудо. Овај роман јој је донео светску популарност и убрзо је адаптиран за филм и преведен на многе светске језике. Због теме којом се бави, постао је незаобилазна лектира америчких школа а Р. Х. Паласио је написала и наставак користећи исту тему али ју је испричала кроз више различитих перспектива.

## Чудо

### Настанак
Идеју за роман Чудо Р. Х. Паласио је добила у јесен 2007. сусревши се са девојчицом која болује од Тричер-Колинсовог синдрома, ретког наследног обољења које узрокује многе деформитете лица и респираторне проблеме. Приликом тог сусрета била је са сопственом децом. Необичан изглед болесне девојчице најпре ју је уплашио, да би касније почела да размишља о томе како да децу припреми за овакве тренутке. Случајно чувши на радију песму Wonder од певачице Натали Мерчант (Natalie Merchant) која говори о детету са посебним потребама, добила је инспирацију да напише роман.

### Заплет
Чудо је роман о десетогодишњем Агију Пулману, дечаку са краниофацијалном дизостозом (Крузонов синдром), који је због своје болести одгајан и школован код куће. Родитељи га уписују у школу и он мора да се суочи и избори са реакцијом околине на његов необичан изглед, док деца из његове школе морају да науче да га прихвате. Роман је испричан из перспективе главног лика, али прати и животе других ликова, Агијеве породице, пријатеља и непријатеља током једне школске године.

### Рецепција
Након што се појавио, роман Чудо је убрзо доспео на бестселер листу Њујорк тајмса. Оцене критике су биле углавном позитивне и добио је многе књижевне награде, међу којима и награду Марк Твен 2015. године.

### Филм
Филм Чудо се појавио 2017. године у режији Стивена Шабоског (Stephen Chbosky). По жанру, то је драмедија јер има елементе и комедије и драме. Р. Х. Паласио је радила као извршни продуцент. Главне улоге играјu Џејкоб Тремблеј (Јаcob Tremblay), Џулија Робертс, Овен Вилсон и Изабела Видовић.

### Романи
- Wonder (2012)
- Auggie&Me : Three Wonder Stories (2015)
- 365 Days of Wonder: Mr. Browne's Precepts (2016)
- We're All Wonders (2017)

### Преводи на српски језик
Два романа Р. Х. Паласио су преведена на српски језик:
- Palasio, R. H. (2018). Čudo. Beograd: Dereta. 250513420
- Palasio, R. H. (2018). Agi & ja : tri priče o Čudu. Beograd: Dereta. 262011404